# 14 februari
14 februari is de 45ste dag van het jaar in de gregoriaanse kalender. Hierna volgen nog 320 dagen (321 dagen in een schrikkeljaar) tot het einde van het jaar. 14 februari is ook bekend als Valentijnsdag, genoemd naar Sint-Valentinus van Terni, uit Italië, die geëxecuteerd werd in 270.

## Gebeurtenissen
- Algemeen
  - 1713 - Lodewijk Crato van Nassau-Saarbrücken wordt opgevolgd door zijn broer Karel Lodewijk.
  - 1718 - Willem Hendrik I van Nassau-Usingen wordt opgevolgd door zijn zoons Karel en Willem Hendrik II.
  - 1976 - Een aardbeving in Guatemala eist 23.000 levens.
  - 1979 - Het noorden van Nederland raakt ondergesneeuwd bij noodweer en storm.
  - 1989 - Ayatollah Khomeini vaardigt zijn fatwa uit tegen de schrijver Salman Rushdie wegens diens boek 'De Duivelsverzen'.
  - 1991 - De vuurwerkfabriek in Culemborg ontploft.
  - 2012 - Roemenië en Moldavië gaan gebukt onder hevige sneeuwval, waardoor een deel van het openbare leven wordt platgelegd.
  - 2024 - Een aardbeving met een kracht van 6,0 op de schaal van Richter treft Chili. Het epicentrum van de beving ligt voor de kust van Atacama nabij de steden Vallenar en La Serena. Volgens de Amerikaanse geologische dienst USGS is de kans op slachtoffers en schade klein.[1]
  - 2024 - Een aardbeving met een kracht van 6,0 op de schaal van Richter treft het eiland Yap (Micronesië). Er is geen gevaar voor een tsunami. Volgens de Amerikaanse geologische dienst USGS is de kans op slachtoffers en schade klein.[2]
  - 2024 - De Sakurajima vulkaan in Japan komt tot uitbarsting en stoot daarbij aswolken uit die tot 6 km hoog reiken. Volgens de lokale meteorologische dienst is er geen sprake van pyroclastische stromen, wel zijn er waarnemingen van uitworp van vulkanisch gesteente tot een afstand van 1,3 km vanaf de vulkaan en kunnen er in delen van de prefecturen Kumamoto, Miyazaki en Kagoshima asregens optreden.[3]
  - 2024 - De havenstad Limassol, met name de toeristische bestemming Germasoyeia, in Cyprus wordt getroffen door ten minste twee tornado's. Er worden 5 huizen vernietigd, 50 beschadigd en er ontstaat schade aan de infrastructuur. De burgemeester noemt de aangerichte schade "enorm en ongekend".[4]
- Criminaliteit en veiligheid
  - 1929 - In Chicago worden zeven mannen door een rivaliserende bende doodgeschoten tijdens het Valentijnsdag Bloedbad.
  - 2005 - Libanon - De vroegere premier Rafik Hariri komt om bij een zelfmoordaanslag in Beiroet.
  - 2018 - 17 leerlingen komen om bij een schietpartij op Stoneman Douglas High School in Florida, Verenigde Staten.[5]
- Gezondheid
  - 1984 - Het zesjarige meisje Stormie Jones uit Texas is de eerste mens die een geslaagde gecombineerde hart-levertransplantatie ondergaat.
- Media
  - 2017 - NRC Handelsblad en nrc.next krijgen dezelfde opmaak en dezelfde indeling in drie katernen: nieuwskrant, economie en dagelijks een themakatern, bijvoorbeeld over media of boeken.
- Infrastructuur
  - 1914 - Verenigd Koninkrijk - De Britannic wordt in Belfast te water gelaten.
  - 1942 - In Rotterdam wordt de Maastunnel geopend. De overwelving is 1426 meter lang, de tunnel zelf meet 1070,15 meter. Er is bijna vijf jaar aan gewerkt.
  - 1966 - De laatste interlokale tram van Nederland tussen Hellevoetsluis en Spijkenisse is door de directie van de Rotterdamsche Tramweg Maatschappij opgeheven.
  - 2007 - De Franse hogesnelheidstrein TGV behaalt op de op 10 juni te openen hogesnelheidslijn tussen Parijs en Straatsburg een snelheid van 553 km/u.
  - 2022 - Bij het station Ebenhausen-Schäftlarn nabij Schäftlarn, botsen twee zogenoemde S-treinen tegen elkaar. 14 personen raken gewond en er is 1 dode te betreuren.
- Oorlog
  - 1943 - Operatie Brandy - nachtelijke Britse commando-operatie tijdens de Tweede Wereldoorlog op Florø, een havenplaats aan de westkust van Noorwegen.
  - 1945 - Bombardement van Dresden.
  - 1945 - Het Duitse concentratiekamp Groß-Rosen wordt door de Russen bevrijd.
  - 2015 - Officieel gaat om 23.00 uur Nederlandse tijd het bestand in tussen Oekraïense regeringstroepen en milities enerzijds en de pro-Russische rebellen anderzijds.
- Politiek
  - 842 - Eed van Straatsburg: Koning Lodewijk de Duitser en Karel de Kale sluiten in Straatsburg een alliantie (opgetekend in het vernaculair) tegen hun (half)broer Lotharius I.
  - 1859 - Oregon treedt als 33e staat toe tot de Verenigde Staten.[6]
  - 1912 - Arizona wordt de achtenveertigste staat van de Verenigde Staten.[7]
- Religie
  - 496 - Paus Gelasius I introduceert Valentijnsdag (Heilige Valentijn) ter vervanging van het heidense feest Lupercalia.
  - 1621 - Kroning van paus Gregorius XV in Rome.
  - 1785 - Paus Pius VI creëert veertien nieuwe kardinalen, onder wie de Italiaanse bisschop van Imola Gregorio Barnaba Chiaramonti.
- Sport
  - 1956 - Een kopgroep van vijf rijders gaat gezamenlijk over de finish bij de Elfstedentocht; ze worden gediskwalificeerd.
  - 1988 - Zwemmer Giorgio Lamberti brengt in Bonn het negen dagen oude Europese record van Michael Groß op de 200 meter vrije slag kortebaan (25 meter) op 1.43,95.
  - 1998 - Het Mexicaans voetbalelftal wint de vierde editie van de CONCACAF Gold Cup door in de finale de Verenigde Staten met 1-0 te verslaan.
  - 1998 - Schaatsster Marianne Timmer verbetert bij de Olympische Spelen in Nagano haar eigen en één dag oude Nederlands record op de 500 meter (39,12 seconden) en noteert op klapschaatsen een tijd van 39,03.
  - 2002 - Schaatsster Andrea Nuyt verbetert in Salt Lake City haar eigen en ruim twee weken oude Nederlands record op de 500 meter (37,76 seconden) en zet een tijd van 37,54 op de klokken.
- Wetenschap en technologie
  - 1876 - Alexander Graham Bell vraagt patent aan op de telefoon; twee uur later doet Elisha Gray hetzelfde.
  - 1977 - Invoering van 's werelds eerste telefoonkaart in Brussel.
  - 1990 - De Voyager 1-sonde neemt een foto van het hele zonnestelsel.[8]
  - 2003 - Dolly sterft aan longontsteking.
  - 2023 - Boven Italië wordt een heldere meteoor (bolide) waargenomen. De massa van het object wordt geschat op 2,5 kg en een eventuele meteoriet zou ongeveer 200 gram kunnen wegen. Het is de tweede bolide in enkele dagen tijd die boven Europa wordt waargenomen.[9]
  - 2024 - Lancering van een Falcon 9 raket van SpaceX vanaf Cape Canaveral Space Force Station Lanceercomplex 40 (SLC-40) voor de geheime USSF-124 missie namens de USSF met twee satellieten om hypersonische projectielen te kunnen detecteren. Ook aan boord zijn vier satellieten die horen bij de SDA Tranche 0 Tracking Layer en die moeten waarschuwen voor projectielen.[10]

## Geboren

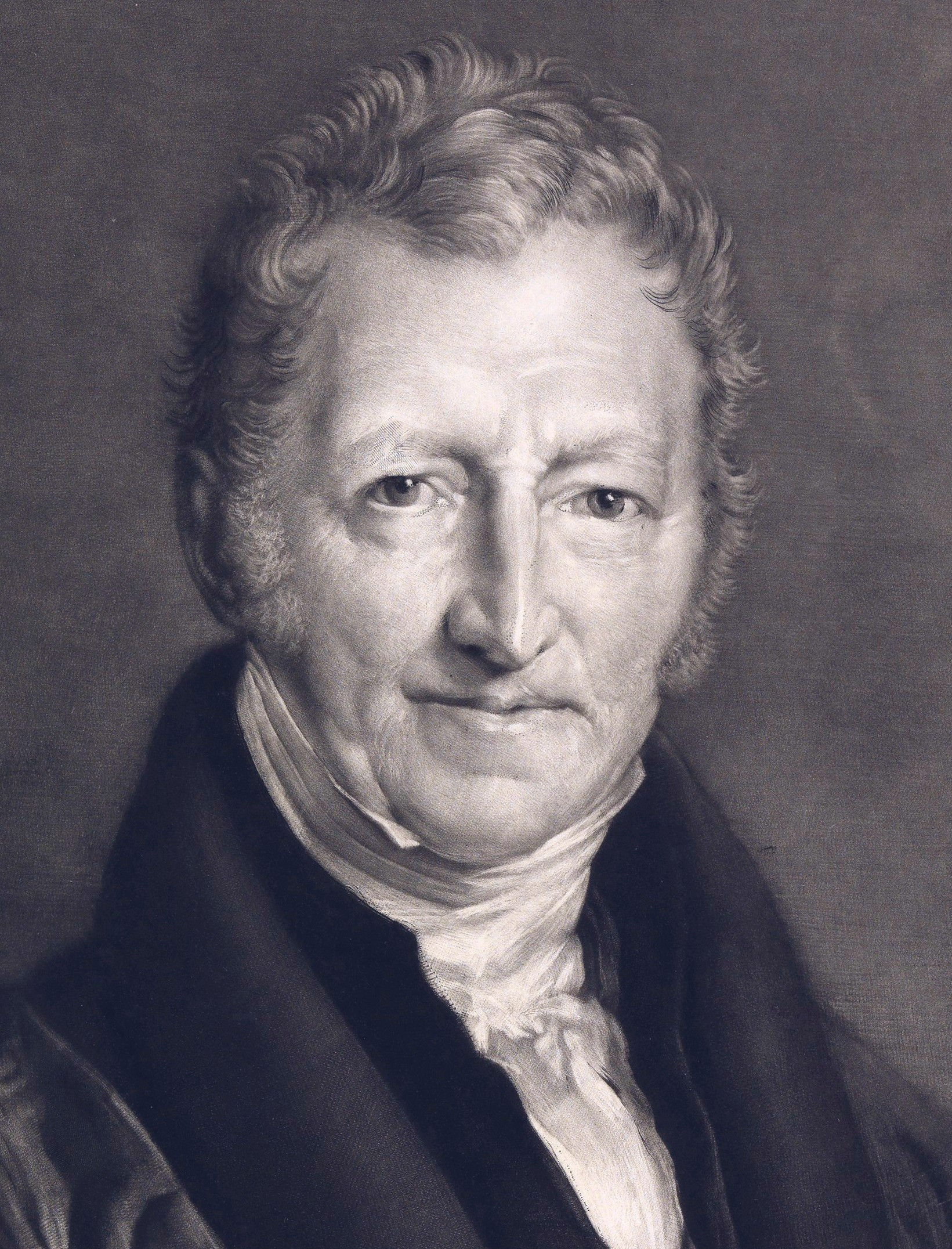
Thomas Malthus
geboren in 1766

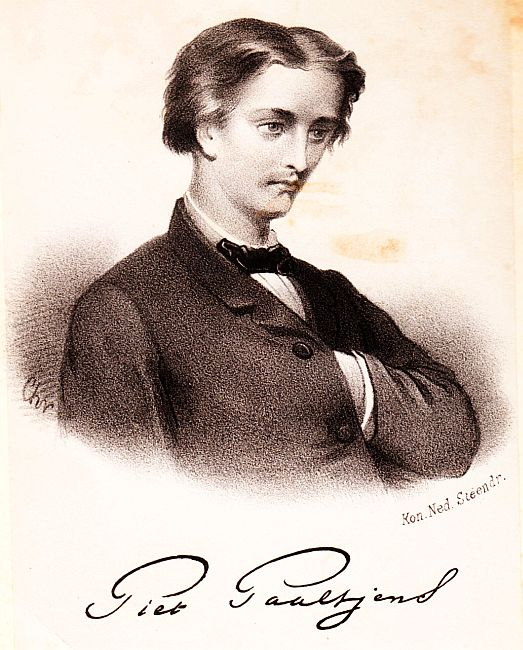
Piet Paaltjens
geboren in 1835

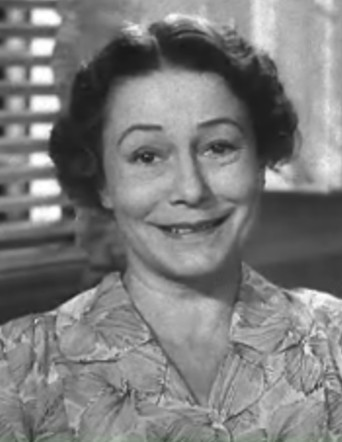
Thelma Ritter
geboren in 1902

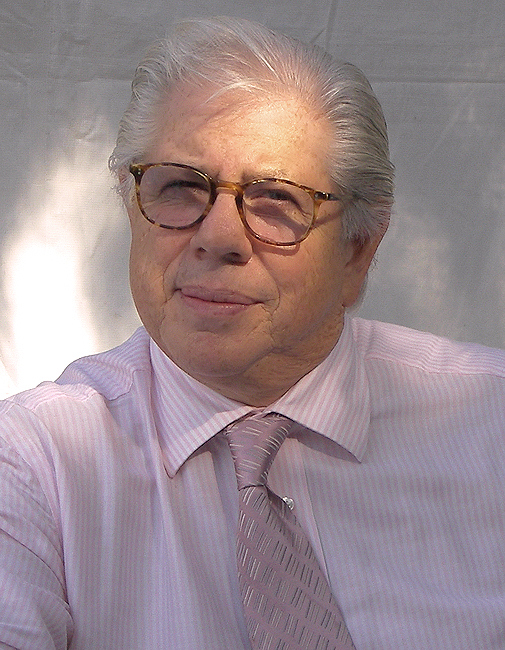
Carl Bernstein
geboren in 1944

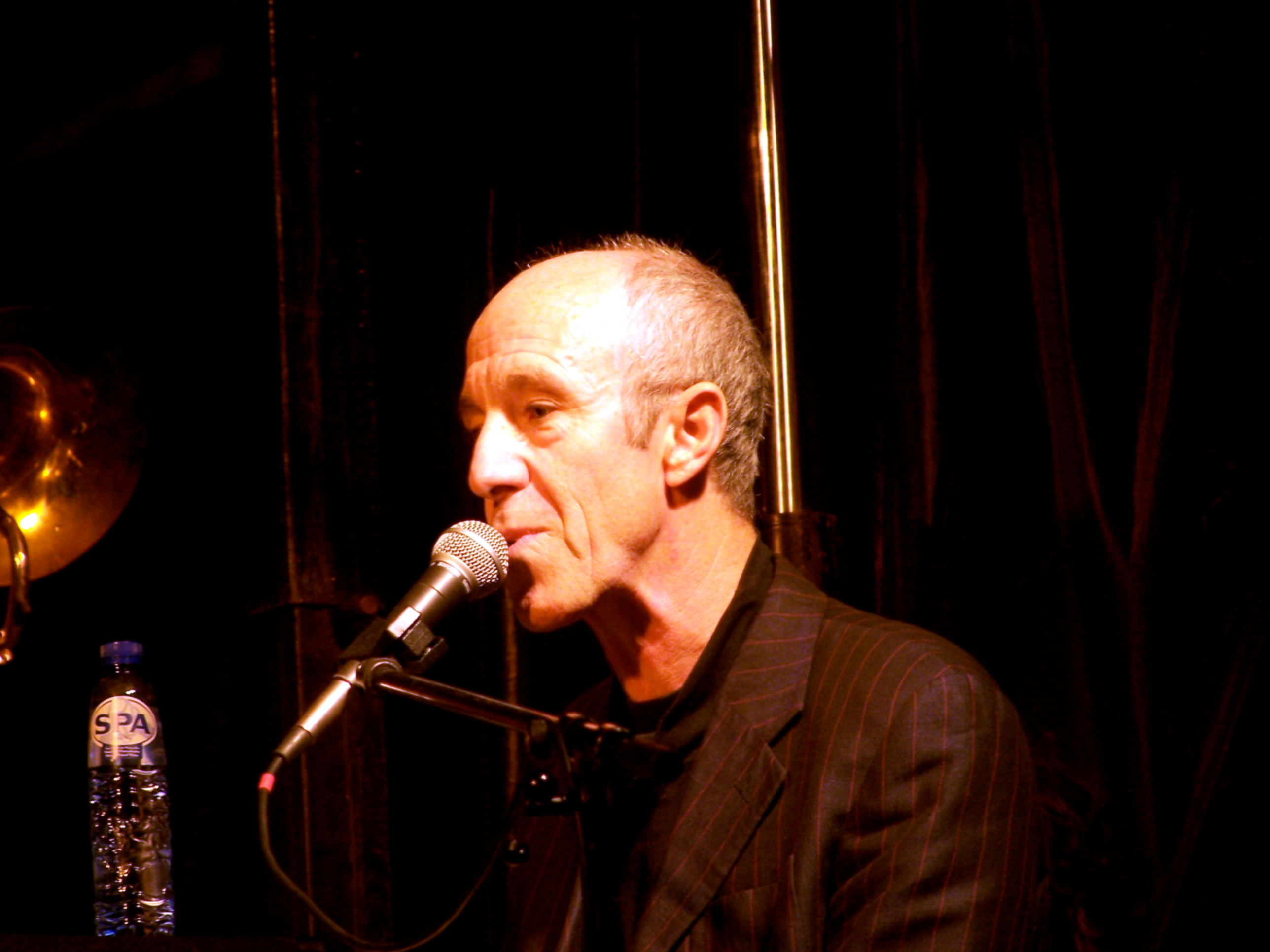
Raymond van het Groenewoud
geboren in 1950

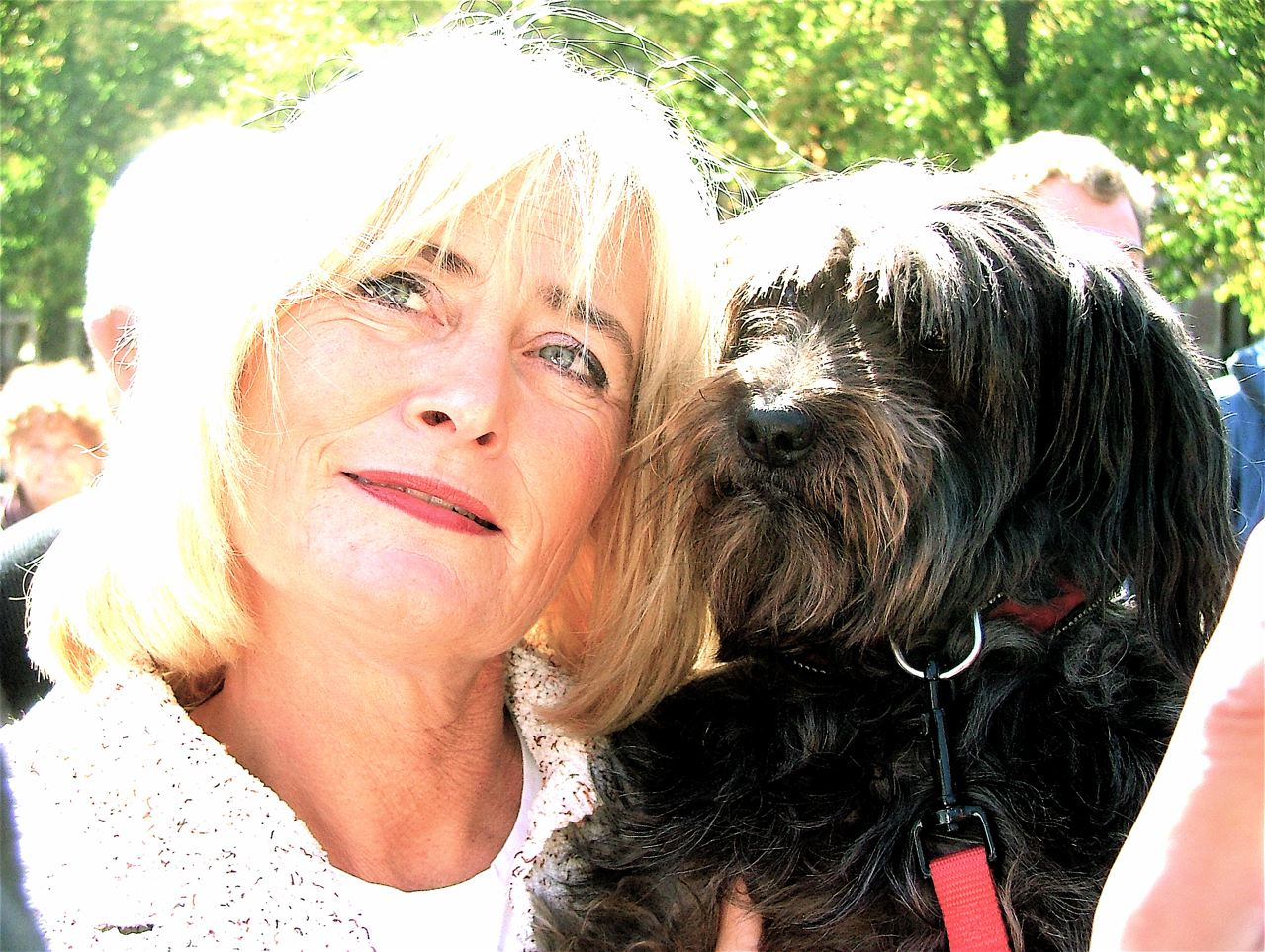
Vivian Boelen
geboren in 1956

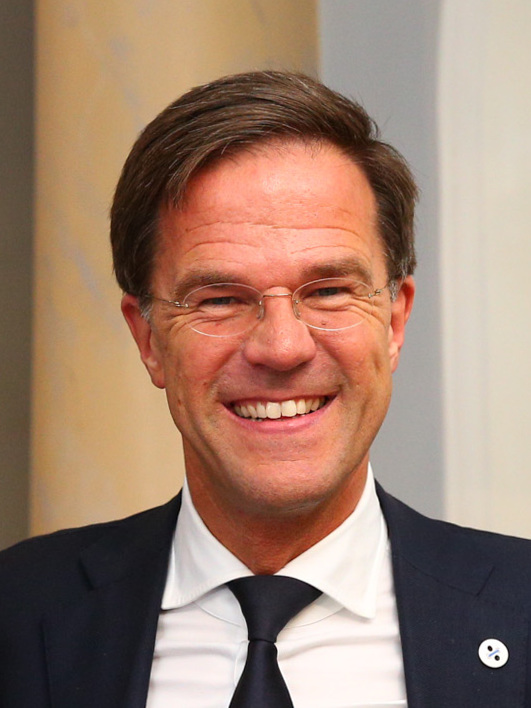
Mark Rutte
geboren in 1967

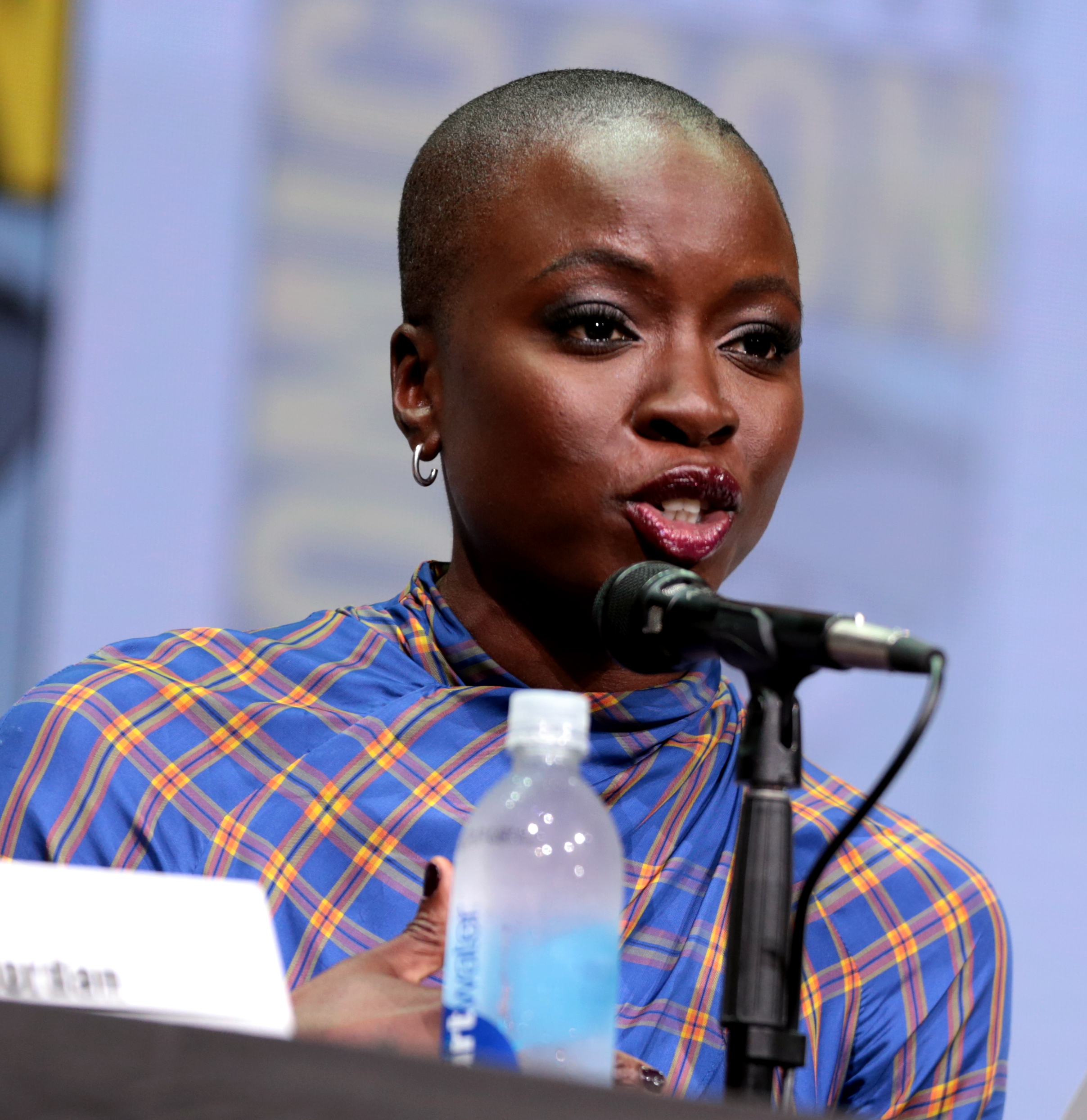
Danai Gurira
geboren in 1978

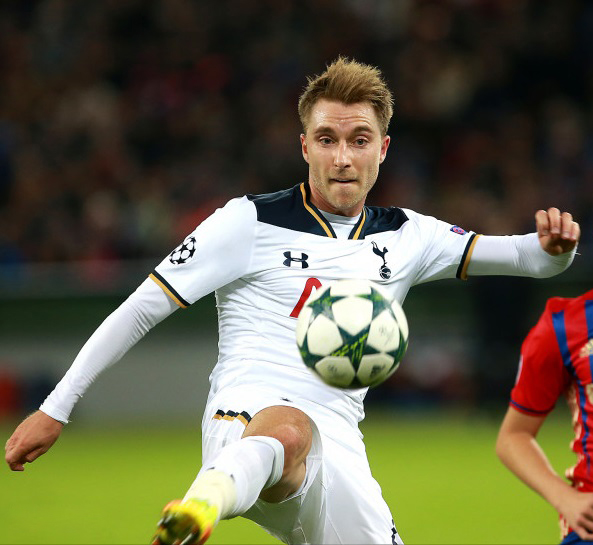
Christian Eriksen
geboren in 1992

- 1602 - Francesco Cavalli, Italiaans componist (overleden 1676)
- 1632 - Gustaaf Adolf van Nassau-Idstein, Duits edelman (overleden 1664)
- 1766 - Thomas Malthus, Brits econoom en demograaf (overleden 1834)
- 1770 - Adam Jerzy Czartoryski, Pools politicus (overleden 1861)
- 1779 - Adam Anthony Stratenus, Nederlands politicus (overleden 1836)
- 1781 - Valentín Gómez Farías, Mexicaans president, (overleden 1858)
- 1790 - Louise-Joséphine Sarazin de Belmont, Frans kunstschilder (overleden 1870)
- 1809 - Jan Goeverneur, Nederlands schrijver (overleden 1889)
- 1818 - Frederick Douglass, Amerikaans abolitionist, redacteur, schrijver, politicus (overleden 1895)
- 1819 - Joshua Norton, beter bekend als Keizer Norton van Amerika (overleden 1880)
- 1830 - Eudore Pirmez, Belgisch politicus (overleden 1890)
- 1835 - Piet Paaltjens, Nederlands dichter en predikant (overleden 1894)
- 1866 - William Townley, Engels voetballer en voetbalcoach (overleden 1950)
- 1871 - Wilhelm Karmann, Duits carrosseriebouwer (overleden 1952)
- 1878 - Koki Hirota, 32e minister-president van Japan (overleden 1948)
- 1885 - Willem Ahlbrinck, Nederlands missionaris, schrijver en Surinamist (overleden 1966)
- 1887 - Adriaan Alberga, Surinaams jurist en politicus (overleden 1952)
- 1890 - Norbert Goormaghtigh, Belgisch professor (overleden 1960)
- 1894 - Frederick Bodmer, Zwitsers taalkundige en filoloog (overleden 1960)
- 1895 - Wilhelm Burgdorf, Duits generaal (overleden 1945)
- 1895 - Max Horkheimer, Duits socioloog en filosoof (overleden 1973)
- 1898 - Fritz Zwicky, Zwitsers astronoom (overleden 1974)
- 1899 - Stanisław Cikowski, Pools voetballer (overleden 1959)
- 1902 - Thelma Ritter, Amerikaans actrice (overleden 1969)
- 1903 - J.F. Berghoef, Nederlands architect (overleden 1994)
- 1903 - Bernard Leene, Nederlands wielrenner (overleden 1988)
- 1906 - Felix Meskens, Belgisch atleet (overleden 1973)
- 1907 - Sven Andersson, Zweeds voetballer (overleden 1981)
- 1911 - Willem Kolff, Nederlands-Amerikaans medicus, uitvinder en verzetsstrijder (overleden 2009)
- 1913 - Jimmy Hoffa, Amerikaans vakbondsleider (vermist 1975)
- 1914 - Bayliss Levrett, Amerikaans autocoureur (overleden 2002)
- 1914 - Karel Sys, Belgisch bokser (overleden 1990)
- 1917 - Herbert A. Hauptman, Amerikaans wiskundige en Nobelprijswinnaar (overleden 2011)
- 1920 - Jack Lesberg, Amerikaans contrabassist (overleden 2005)
- 1921 - Piet Kraak, Nederlands voetballer en voetbaltrainer (overleden 1984)
- 1922 - Pierre Ghestem, Frans dammer (overleden 2000)
- 1924 - Juan Ponce Enrile, Filipijns politicus
- 1924 - Patricia Mountbatten, Brits gravin (overleden 2017)
- 1925 - José Canalejas, Spaans acteur (overleden 2015)
- 1925 - Elliot Lawrence, Amerikaans pianist, componist, bigband-leider en dirigent (overleden 2021)
- 1926 - Walter Brune, Duits architect (overleden 2021)
- 1926 - Dolf Niezen, Nederlands voetballer (overleden 2020)
- 1927 - Lois Maxwell, Canadees actrice (overleden 2007)
- 1931 - Nílton De Sordi, Braziliaans voetballer (overleden 2013)
- 1932 - Harriet Andersson, Zweeds actrice
- 1932 - József Csermák, Hongaars atleet (overleden 2001)
- 1932 - Alexander Kluge, Duits auteur/filmregisseur
- 1935 - Christel Adelaar, Nederlands actrice (overleden 2013)
- 1935 - Patricia Bredin, Brits actrice en zangeres (overleden 2023)
- 1935 - Mickey Wright, Amerikaans golfspeelster (overleden 2020)
- 1936 - Andrew Prine, Amerikaans acteur (overleden 2022)
- 1936 - Paul Yonggi Cho, Zuid-Koreaans predikant (overleden 2021)
- 1938 - Anita Thallaug, Noors zangeres en actrice (overleden 2023)
- 1939 - Willy Naessens, Belgisch ondernemer (overleden 2025)
- 1940 - Jan van der Hoek, Nederlands volleyballer
- 1942 - Michael Bloomberg, Amerikaans ondernemer
- 1942 - Ricardo Rodríguez de la Vega, Mexicaans autocoureur (overleden 1962)
- 1943 - Iñaki Azkuna, Spaans politicus (overleden 2014)
- 1943 - Ischa Meijer, Nederlands journalist en publicist (overleden 1995)
- 1943 - Maceo Parker, Amerikaans funk-, soul- en jazzsaxofonist
- 1943 - Gerard Thoolen, Nederlands acteur (overleden 1996)
- 1944 - Carl Bernstein, Amerikaans journalist
- 1944 - Alan Parker, Brits filmregisseur en scenarioschrijver (overleden 2020)
- 1944 - Ronnie Peterson, Zweeds autocoureur (overleden 1978)
- 1945 - Hans Adam II, vorst van Liechtenstein
- 1945 - Ladislao Mazurkiewicz, Uruguayaans voetbaldoelman (overleden 2013)
- 1946 - Frits Brink, Nederlands politicus en burgemeester (overleden 2025)
- 1946 - Jan Decleir, Belgisch acteur (onder andere Sil de Strandjutter)
- 1946 - Gerard Hijlkema, Nederlands hockeyer en voetballer (overleden 2002)
- 1947 - Frank Groothof, Nederlands acteur en theatermaker
- 1947 - Heide Rosendahl, Duits atlete
- 1948 - Wally Tax, Nederlands popmuzikant (overleden 2005)
- 1949 - Eimert van Middelkoop, Nederlands politicus
- 1950 - Raymond van het Groenewoud, Belgisch zanger en liedjesschrijver
- 1951 - Halil Gür, Turks-Nederlands schrijver
- 1951 - Kevin Keegan, Engels voetballer
- 1951 - Philippe Pozzo di Borgo, Frans ondernemer en telg van de familie Pozzo di Borgo (overleden 2023)
- 1952 - Hans Backe, Zweeds voetballer en voetbalcoach
- 1953 - André Fridenbergs, Belgisch atleet
- 1953 - Ilkka Hanski, Fins ecoloog (overleden 2016)
- 1953 - Hans Krankl, Oostenrijks voetballer en voetbalcoach
- 1953 - Valero Rivera, Spaans handballer en handbalcoach
- 1953- Jonas Castelijns, Hoogleraar radiologie
- 1955 - Ronald Desruelles, Belgisch atleet (overleden 2015)
- 1955 - César Camacho Quiróz, Mexicaans politicus
- 1955 - Roberto César, Braziliaans voetballer
- 1956 - Vivian Boelen, Nederlands televisiepresentatrice
- 1956 - Michal Pavlíček, Tsjechisch gitarist
- 1956 - Harry Schulting, Nederlands atleet
- 1958 - Smbat Lputian, Armeens schaker
- 1959 - Fred Eefting, Nederlands zwemmer
- 1959 - Bart Herman, Belgisch zanger
- 1959 - Petar Popović, Servisch schaker
- 1959 - Anny Schilder, Nederlands zangeres
- 1961 - Mark Whitehead, Amerikaans baanwielrenner (overleden 2011)
- 1962 - Henk Staghouwer, Nederlands politicus (CU)
- 1962 - Thierry Toutain, Frans snelwandelaar
- 1964 - Gianni Bugno, Italiaans wielrenner
- 1964 - Rodolfo Torre Cantú, Mexicaans politicus (overleden 2010)
- 1964 - Gustavo Dezotti, Argentijns voetballer
- 1964 - Annita van der Hoeven, Nederlands televisiepresentatrice en -producente
- 1964 - John Gotti jr.,Amerikaans gangster
- 1965 - Theo Nabuurs, Nederlands televisiepresentator en dj
- 1966 - Taco van den Honert, Nederlands hockeyer
- 1967 - Lisa Larsson, Zweeds soprane
- 1967 - Mark Rutte, Nederlands politicus en premier
- 1967 - Rob Van de Velde, Belgisch politicus
- 1968 - Rop Gonggrijp, Nederlands hacker en medeoprichter van internetprovider XS4ALL
- 1968 - Ruben Lürsen, Nederlands acteur
- 1969 - Adriana Behar, Braziliaans beachvolleyballer
- 1969 - Rosto, Nederlands kunstenaar en regisseur (overleden 2019)
- 1969 - Maaike Widdershoven, Nederlands musicalactrice
- 1971 - Masaki Tokudome, Japans motorcoureur
- 1972 - Raymond Beerens, Nederlands voetballer
- 1972 - Marieke de Kruijf, Nederlands actrice
- 1972 - Fernando Picún, Uruguayaans voetballer
- 1972 - Rob Thomas, Amerikaans zanger
- 1973 - Deena Kastor, Amerikaans atlete
- 1973 - Sergej Tiviakov, Nederlands schaker
- 1974 - Robert Jahrling, Australisch roeier
- 1974 - Philippe Léonard, Belgisch voetballer
- 1974 - Valentina Vezzali, Italiaans schermster en parlementslid
- 1975 - Wouter Deprez, Belgisch cabaretier
- 1975 - Nika Gilaoeri, Georgisch politicus en premier
- 1976 - Brendon Dedekind, Zuid-Afrikaans zwemmer
- 1976 - Liv Kristine Espenæs Krull, Noors zangeres
- 1977 - Cadel Evans, Australisch wielrenner
- 1977 - François Perrodo, Frans ondernemer en autocoureur
- 1978 - Danai Gurira, Amerikaans actrice
- 1979 - Wouter de Winther, Nederlands journalist
- 1980 - Nicholas Santos, Braziliaans zwemmer
- 1981 - Luke Jacobz, Australisch acteur en presentator
- 1983 - Etalemahu Kidane, Ethiopisch atlete
- 1984 - Hanna Bervoets, Nederlands schrijfster, journaliste en columniste
- 1984 - Stephanie Leonidas, Brits actrice
- 1984 - Tim Veldt, Nederlands wielrenner
- 1984 - Bart Voncken, Nederlands zanger
- 1985 - Marc Carol, Spaans autocoureur
- 1985 - Anders Lund, Deens wielrenner
- 1985 - Philippe Senderos, Zwitsers voetballer
- 1985 - Paul Simonis, Nederlands voetbaltrainer
- 1986 - Michael Ammermüller, Duits autocoureur
- 1986 - Jan Bakelants, Belgisch wielrenner
- 1986 - Aschwin Wildeboer, Spaans zwemmer
- 1987 - Muriel Gustavo Becker, Braziliaans voetbaldoelman
- 1987 - Edinson Cavani, Uruguayaans voetballer
- 1987 - José Miguel Cubero, Costa Ricaans voetballer
- 1987 - Joelia Savitsjeva, Russisch zangeres
- 1987 - Ellen Parren, Nederlands actrice
- 1988 - Ángel Di María, Argentijns voetballer
- 1988 - Muamer Svraka, Bosnisch voetballer
- 1989 - Jurij Tepeš, Sloveens schansspringer
- 1990 - Kjetil Borch, Noors roeier
- 1990 - Andrea Caldarelli, Italiaans autocoureur
- 1990 - Gianluca Nijholt, Nederlands voetballer
- 1990 - Wendy Trott, Zuid-Afrikaans zwemster
- 1991 - Billy Dans, Nederlands muziekartiest
- 1991 - Jos de Vos, Nederlands langebaanschaatser
- 1992 - Elley Duhé, Amerikaans zangeres
- 1992 - Christian Eriksen, Deens voetballer
- 1992 - Franco Girolami, Argentijns autocoureur
- 1993 - Bram Ghuys, Belgisch atleet
- 1994 - Paul Butcher, Amerikaans acteur
- 1994 - Allie Grant, Amerikaans actrice
- 1994 - Becky Hill, Brits zangeres
- 1994 - Terence Kongolo, Nederlands voetballer
- 1995 - Charlotte Bonnet, Frans zwemster
- 1995 - Nikita Tregoebov, Russisch skeletonracer
- 1996 - Cameron Twynham, Brits autocoureur
- 1997 - Breel Embolo, Zwitsers voetballer
- 1998 - Jonathan Aberdein, Zuid-Afrikaans autocoureur
- 2000 - Andrea Kojevska, Macedonische artiest
- 2000 - Maximilian Paul, Duits autocoureur
- 2000 - Jelizabet Toersynbajeva, Kazachs kunstschaatsster
- 2001 - Oded Kogut, Israëlisch wielrenner
- 2001 - Lia Larsson, Zweeds zangeres
- 2001 - Álvaro Sanz, Spaans voetballer
- 2002 - Liz Rijsbergen, Nederlands voetbalster
- 2005 - Léo Bisiaux, Frans wielrenner
- 2005 - Chelsea Homan, Nederlands voetbalster
- 2005 - Mathilde Janzen, Duits-Zweeds voetbalster
- 2006 - Josh Pierson, Amerikaans autocoureur

## Overleden

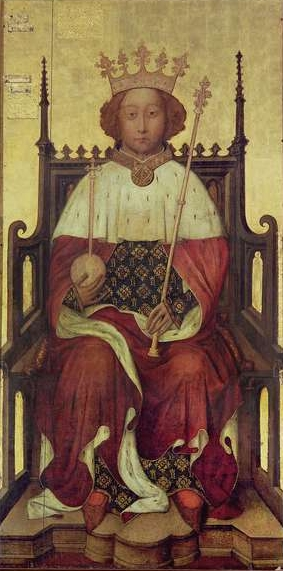
Richard II,
overleden in 1400

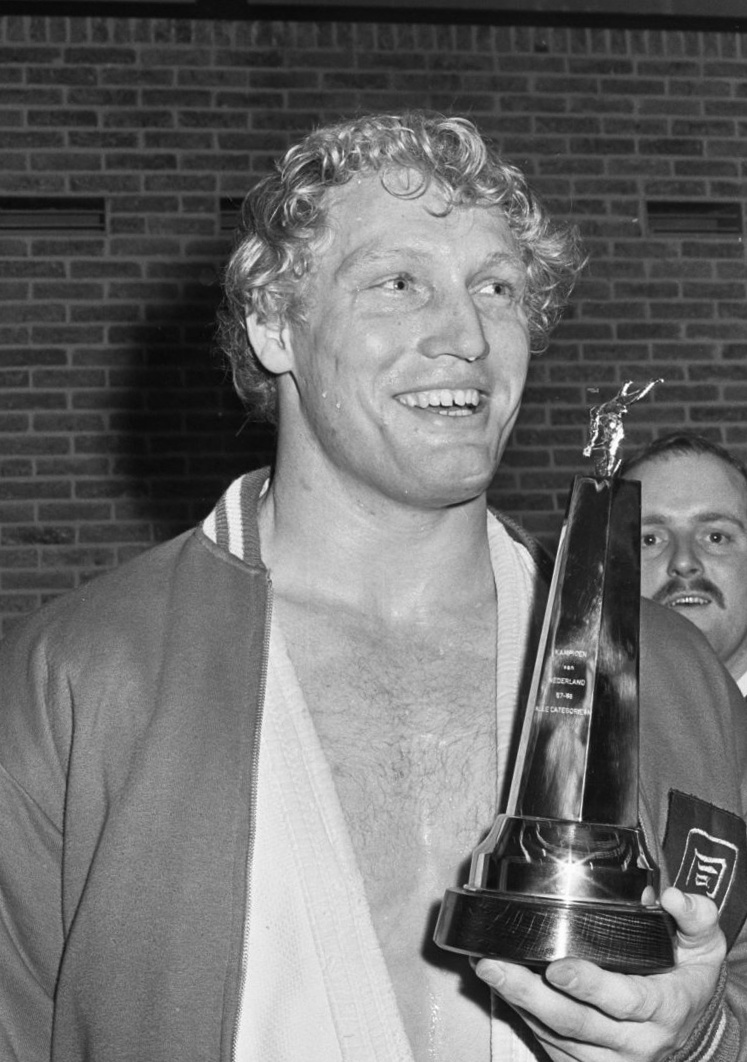
Wim Ruska,
overleden in 2015

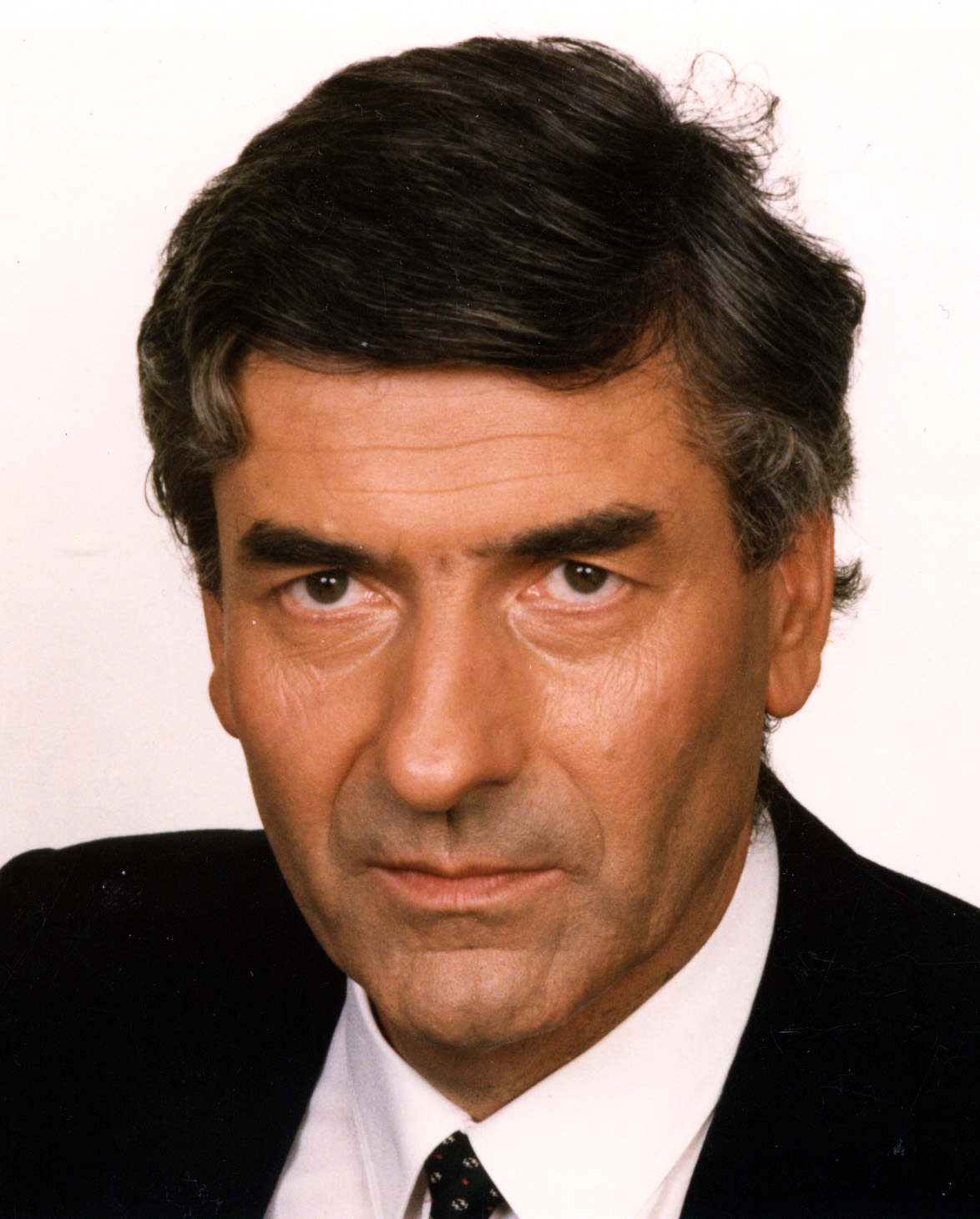
Ruud Lubbers,
overleden in 2018

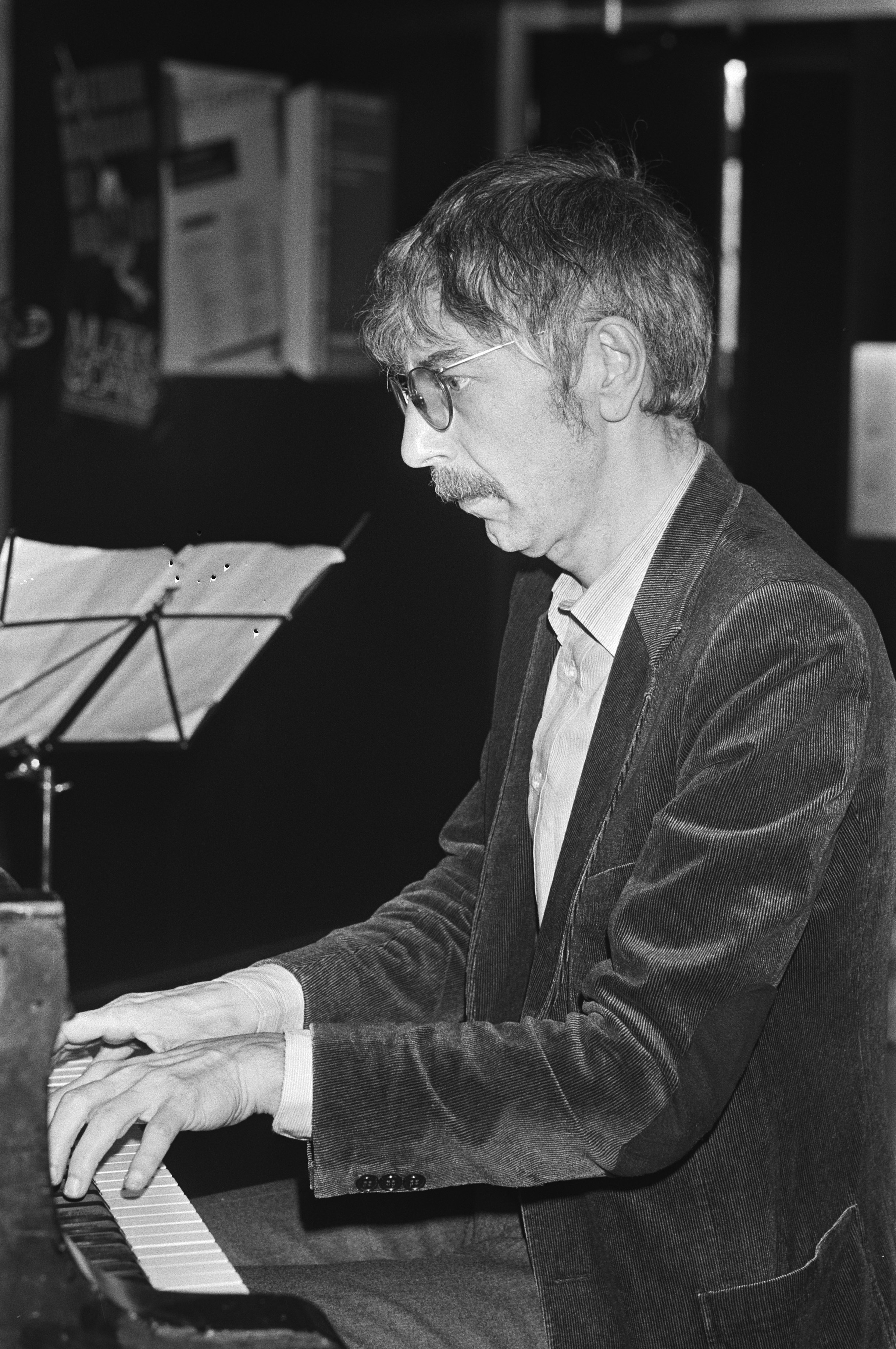
Reinbert de Leeuw,
overleden in 2020

- 820 - Xian Zong (42), Chinees keizer
- 844 - Bernhard van Septimanië (48), Frankisch graaf
- 1318 - Hendrik I van Brandenburg (61), markgraaf van Brandenburg
- 1400 - Richard II (33), koning van Engeland
- 1460 - Wladislaus van Glogau (±39), hertog van Teschen
- 1676 - Abraham Bosse (72), Frans etser en schilder
- 1683 - Willem Hermans, Nederlands orgelbouwer
- 1713 - Lodewijk Crato van Nassau-Saarbrücken (49), graaf van Nassau-Saarbrücken
- 1718 - Willem Hendrik I van Nassau-Usingen (33), vorst van Nassau-Usingen
- 1779 - James Cook (50), Engels zeeman en ontdekkingsreiziger
- 1780 - William Blackstone (56), Engels rechtsgeleerde
- 1780 - Gabriel Jacques de Saint-Aubin (55), Frans kunstschilder en tekenaar
- 1857 - Johannes van Bree (56), Nederlands componist
- 1888 - Rudolf Paravicini (72), Zwitsers generaal
- 1891 - William Tecumseh Sherman (71), Amerikaans militair
- 1894 - Eugène Charles Catalan (79), Belgisch wiskundige
- 1910 - Giovanni Passannante (60), Italiaans anarchist
- 1929 - Thomas Burke (54), Amerikaans atleet
- 1933 - Carl Correns (68), Duits bioloog
- 1942 - Edgar Chadwick (72), Engels voetballer en trainer
- 1943 - David Hilbert (81), Duits wiskundige
- 1950 - Karl Jansky (44), Amerikaans natuurkundige
- 1952 - Maurice De Waele (55), Belgisch wielrenner
- 1954 - Larry Russell (40), Amerikaans filmcomponist en dirigent
- 1961 - Piet Ooms (76), Nederlands zwemmer en waterpoloër
- 1962 - David van Embden (86), Nederlands politicus
- 1962 - Watanabe Shōzaburō (76), Japans uitgever van shin hanga
- 1967 - Sig Ruman (82), Duits-Amerikaans acteur
- 1968 - Ildebrando Pizzetti (87), Italiaans componist
- 1975 - Heintje Davids (87), Nederlands artieste
- 1975 - P.G. Wodehouse (93), Engels schrijver
- 1976 - Piero Scotti (66), Italiaans autocoureur
- 1977 - Ok Formenoij (77), Nederlands voetballer
- 1978 - Martha May Eliot (86), Amerikaans arts
- 1983 - Lina Radke (82), Duits atlete
- 1986 - Albert Hawke (85), 18e premier van West-Australië
- 1986 - Edmund Rubbra (84), Brits componist, muziekpedagoog en pianist
- 1988 - Gerard Holt (83), Nederlands architect
- 1988 - Cal Niday (73), Amerikaans autocoureur
- 1990 - Tony Holiday (38), Duits schlagerzanger en tekstdichter
- 1995 - Ischa Meijer (52), Nederlands columnist, journalist en publicist
- 1998 - Gien de Kock (89), Nederlands atlete
- 1999 - Eugenio Echeverría Castellot (80), Mexicaans politicus
- 1999 - John Ehrlichman (73), Amerikaans adviseur en assistent binnenlandse zaken van de Amerikaanse president Richard Nixon
- 1999 - Buddy Knox (65), Amerikaans zanger en songwriter
- 2000 - Tony Bettenhausen jr. (48), Amerikaans autocoureur en teameigenaar
- 2000 - Prosper Dupon (86), Belgisch politicus
- 2000 - Sjoerd Groenman (86), Nederlands socioloog
- 2001 - Ricardo Otxoa (26), Spaans wielrenner
- 2001 - Charles van der Sluis (81), Nederlands verzetsstrijder
- 2002 - Domènec Balmanya (87), Spaans voetballer
- 2002 - Nándor Hidegkuti (79), Hongaars voetballer
- 2004 - Marco Pantani (34), Italiaans wielrenner
- 2005 - Rafik Hariri (60), Libanees premier en zakenman
- 2005 - Martin Perels (44), Nederlands acteur
- 2005 - René Vingerhoedt (83), Belgisch biljarter
- 2006 - Ramon Bagatsing (89), Filipijns politicus
- 2006 - Darry Cowl (80), Frans acteur en musicus
- 2006 - Shoshana Damari (83), Israëlisch zangeres en actrice
- 2006 - Lynden David Hall (31), Brits soulzanger
- 2006 - Putte Wickman (81), Zweeds jazzorkestleider en klarinetspeler
- 2009 - Louie Bellson (84), Amerikaans jazzdrummer
- 2009 - Cor Braasem (85), Nederlands waterpoloër
- 2009 - David Hartsema (84), Nederlands tekstschrijver
- 2010 - Dick Francis (89), Brits jockey en thrillerauteur
- 2010 - Jan Pen (88), Nederlands econoom, hoogleraar en columnist
- 2011 - Peter Feteris (56), Nederlands voetballer
- 2011 - George Shearing (91), Brits-Amerikaans jazzpianist
- 2012 - Jan Beijering (90), Nederlands horeca-ondernemer
- 2012 - Tonmi Lillman (38), Fins drummer
- 2012 - Dory Previn (86), Amerikaans zangeres en componiste
- 2013 - Tim Dog (46), Amerikaans rapper
- 2013 - Ronald Dworkin (81), Amerikaans filosoof
- 2013 - Thomas Lee Osborn (89), Amerikaans evangelist en gebedsgenezer
- 2013 - Reeva Steenkamp (29), Zuid-Afrikaans model
- 2013 - Jan-August Van Calster (77), Belgisch politicus
- 2013 - Gottfried Kohler (86), Zwitsers voetballer
- 2014 - Tom Finney (91), Engels voetballer
- 2014 - John Henson (48), Amerikaans poppenspeler
- 2014 - Ferry Hoogendijk (80), Nederlands journalist en politicus
- 2015 - Michele Ferrero (89), Italiaans ondernemer
- 2015 - Louis Jourdan (93), Frans acteur
- 2015 - Wim Ruska (74), Nederlands judoka
- 2015 – Philip Levine (86), Amerikaans dichter en academicus
- 2016 - Muriel Casals (70), Spaans econoom en hoogleraar
- 2016 - Wiesław Rudkowski (69), Pools bokser
- 2016 - Steven Stucky (66), Amerikaans componist, muziekpedagoog en dirigent
- 2016 - L.C. Ulmer (86), Amerikaans bluesmuzikant
- 2016 - Horst Wein (74), Duits hockeyspeler en hockeycoach
- 2017 - Kim Jong-nam (45), lid van de Noord-Koreaanse presidentiële familie
- 2017 - Jacoba Theodora van der Kun (92), Nederlands verzetsstrijder
- 2017 - Ton Vorstenbosch (69), Nederlands toneelschrijver
- 2018 - Nico van Hasselt (93), Nederlands verzetsstrijder en arts
- 2018 - Ruud Lubbers (78), Nederlands minister-president, politicus namens het CDA.
- 2018 - Morgan Tsvangirai (65), Zimbabwaans politicus
- 2019 - Charles Destrée (92), Nederlands verzetsstrijder en historicus
- 2019 - Friso Kramer (96), Nederlands industrieel ontwerper
- 2019 - Andrea Levy (62), Brits schrijfster
- 2019 - Chel Mertens (80), Nederlands politicus
- 2019 - Simon Norton (66), Brits wiskundige
- 2020 - Lynn Cohen (86), Amerikaans actrice
- 2020 - Reinbert de Leeuw (81), Nederlands dirigent, componist en pianist
- 2020 - Michel Ragon (95), Frans schrijver
- 2020 - John Shrapnel (77), Brits acteur
- 2021 - Berend Jansema (78), Nederlands burgemeester
- 2021 - Carlos Menem (90), president van Argentinië
- 2021 - Ion Mihai Pacepa (92), Roemeens generaal
- 2021 - Hylke Tromp (85), Nederlands polemoloog
- 2022 - Vic Bonke (82), Nederlands politicus, rector magnificus en fysioloog
- 2022 - Borislav Ivkov (88), Servisch schaakgrootmeester
- 2022 - Julio César Morales (76), Uruguayaans voetballer
- 2022 - Sandy Nelson (83), Amerikaans drummer
- 2023 - Friedrich Cerha (96), Oostenrijks componist en dirigent
- 2023 - Jerry Jarrett (80), Amerikaans worstelpromotor en professioneel worstelaar
- 2023 - Wim Kras (79), Nederlands voetballer
- 2023 - Peter Renkens (55), Belgisch zanger
- 2024 - Alain Pierre (76), Belgisch componist
- 2024 - Anton Rous (84), Sloveens politicus
- 2025 - Cees de Boer (83), Nederlands voetballer
- 2025 - James Ferguson (65), Amerikaans antropoloog
- 2025 - Alice Hirson (95), Amerikaans actrice
- 2025 - Geneviève Page (97), Frans actrice

## Viering/herdenking
- Valentijnsdag
- Rooms-katholieke kalender:

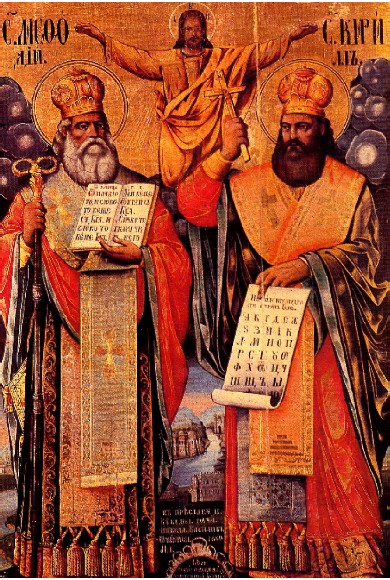
H. Cyrillus en H. Methodius

  - Heiligen Cyrillus († 869) en Methodius († 885) - Gedachtenis - Patroonsfeest van de Europese Unie
  - Heilige Valentinus (van Terni) († c. 269)
  - Heilige Abraham (van Haran) († c. 422)
  - Heilige Alexandra van Alexandrië († c. 311)
- Oosters-orthodoxe kalender:
  - Heilige Tryphon, patroon van de wijnboeren.

## Weerextremen

### Nederland
| | Officiële records | Officiële records | Officiële records |      | Landelijke records                            | Landelijke records | Landelijke records |
| Gebeurtenis | Jaar              | Extreem           | Locatie           | Jaar | Extreem                                       | Locatie            | |
| --- | ----------------- | ----------------- | ----------------- | ---- | --------------------------------------------- | ------------------ | --- |
| Laagste etmaalgemiddelde temperatuur (°C) | 1929              | −14,1             | De Bilt           |      | 1929                                          | −16,3              | Maastricht |
| Hoogste etmaalgemiddelde temperatuur (°C) | 1958              | 12,0              | De Bilt           |      | 1998                                          | 13,3               | Maastricht |
| Laagste minimumtemperatuur (°C) | 1929              | −18,7             | De Bilt           |      | 1929                                          | −21,4              | Maastricht |
| Hoogste minimumtemperatuur (°C) | 1958              | 11,0              | De Bilt           |      | 1958                                          | 12,3               | Maastricht |
| Laagste maximumtemperatuur (°C) | 1929              | −10,1             | De Bilt           |      | 1929                                          | −13,2              | Maastricht |
| Hoogste maximumtemperatuur (°C) | 1998              | 15,2              | De Bilt           |      | 1961                                          | 17,5               | Eindhoven |
| Hoogste uurgemiddelde windsnelheid (m/s) | 1916              | 15,9              | De Bilt           |      | 1989 1990                                     | 23,1               | Huibertgat Huibertgat, IJmuiden |
| Hoogste windstoot (m/s) | 1958, 1990        | 22,6              | De Bilt           |      | 1989-1990                                     | 30,9               | Huibertgat |
| Langste zonneschijnduur (uur) | 1994, 2021        | 9,0               | De Bilt           |      | 1994 1998 2002, 2009 2017 2018 2019 2021 2023 | 9,0                | De Bilt, Eindhoven, Maastricht, Rotterdam, Soesterberg, Twenthe, Volkel Hoek van Holland, Maastricht, Vlissingen, Westdorpe, Wilhelminadorp Hoek van Holland, Vlissingen, Wilhelminadorp Hoogeveen Arcen, Ell, Hoogeveen, Maastricht, Hupsel, Twenthe Gilze-Rijen, Maastricht, Vlissingen, Wilhelminadorp De Bilt, Lelystad, Hoogeveen, Twenthe, Volkel Ell, Gilze-Rijen, Hupsel, Marknesse, Twenthe, Volkel |
| Langste neerslagduur (uur) | 2016              | 23,5              | De Bilt           |      | 2016                                          | 23,6               | Gilze-Rijen, Heino |
| Hoogste etmaalsom van de neerslag (mm) | 2016              | 14,6              | De Bilt           |      | 2016                                          | 19,3               | Heino |
| Laagste etmaalgemiddelde relatieve vochtigheid (%) | 1994              | 47                | De Bilt           |      | 1994 2021                                     | 40                 | Leeuwarden Maastricht |
| Laagste uurwaarde luchtdruk op zeeniveau (hPa) | 1957              | 977,0             | De Bilt           |      | 1957                                          | 975,6              | De Kooy, Leeuwarden |
| Hoogste uurwaarde luchtdruk op zeeniveau (hPa) | 1959              | 1042,8            | De Bilt           |      | 1959                                          | 1044,0             | Maastricht |
| Officiële records worden altijd gemeten op het KNMI-weerstation in De Bilt. Landelijke records kunnen worden gemeten op elk officieel KNMI-weerstation in Nederland. |                   |                   |                   |      |                                               |                    | |

Uitzonderlijke gebeurtenissen
- 1901 - Officieel laagste maximumtemperatuur in °C van het jaar gemeten in De Bilt: −4,3
- 1929 - Officieel laagste minimumtemperatuur in °C van het jaar gemeten in De Bilt: −18,7
- 1929 - Landelijk maandrecord laagste maximumtemperatuur in °C van februari gemeten in Maastricht: −13,2
- 1940 - Officieel laagste minimumtemperatuur in °C van het jaar gemeten in De Bilt: −16,5. Samen met 13 februari
- 1961 - Eerste landelijke zachte dag van het jaar gemeten in Deelen, Eindhoven, Gilze-Rijen, Maastricht, Rotterdam, Soesterberg, Valkenburg ZH en Volkel (maximumtemperatuur ≥ 15 °C op een officieel weerstation)
- 1969 - Officieel laagste minimumtemperatuur in °C van het jaar gemeten in De Bilt: −16,4
- 1994 - Landelijk maandrecord laagste etmaalgemiddelde relatieve vochtigheid in % van februari gemeten in Leeuwarden: 40. Samen met 15 februari 1994 en 14 februari 2021
- 1999 - Officieel laagste minimumtemperatuur in °C van het jaar gemeten in De Bilt: −10,3
- 2016 - Officieel maandrecord langste neerslagduur in uren van februari gemeten in De Bilt: 23,5
- 2019 - Eerste landelijke zachte dag van het jaar gemeten in Maastricht (maximumtemperatuur ≥ 15 °C op een officieel weerstation)
- 2021 - Landelijk maandrecord laagste etmaalgemiddelde relatieve vochtigheid in % van februari gemeten in Maastricht: 40. Samen met 14 en 15 februari 1994
- 2024 - Landelijk langste neerslagduur in uren van februari dit jaar gemeten in Lauwersoog: 19,4 (voorlopig)

### België
Dagrecords
- 1929 - Laagste etmaalgemiddelde temperatuur −13,8 °C. Dit is de koudste dag ooit in de maand februari.
- 1998 en 1961 - Hoogste etmaalgemiddelde temperatuur 11,1 °C
- 1929 - Laagste minimumtemperatuur −17,7 °C[13]
- 1961 - Hoogste maximumtemperatuur 18,2 °C[13]
- 1990 - Hoogste etmaalsom van de neerslag 11,8 mm

Uitzonderlijke gebeurtenissen
- 1929 - Minimumtemperatuur tot −19,0 °C in Oostende (eeuwrecord aan de kust) en tot −22,9 °C in Leopoldsburg.
- 1940 - Minimumtemperatuur −21,0 °C in Leopoldsburg en op de Baraque Michel (Jalhay).
- 1958 - Temperatuurminimum boven 12,4 °C in Zaventem.
- 1969 - Minimumtemperatuur tot −24,8 °C in Sankt Vith en −21,1°C in Stavelot

<< · 1 · 2 · 3 · 4 · 5 · 6 · 7 · 8 · 9 · 10 · 11 · 12 · 13 · 14 · 15 · 16 · 17 · 18 · 19 · 20 · 21 · 22 · 23 · 24 · 25 · 26 · 27 · 28 · 29 · (30) · >>